# Parténope

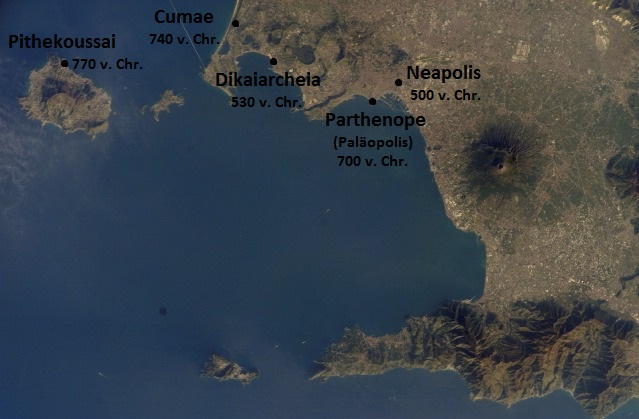
Ciudades griegas en Campania, Italia, con la ubicación de Parténope.

Parténope (en griego: Παρθενόπη Parthenópē) es el nombre de la primera fundación de la ciudad italiana de Nápoles. En el siglo VII a. C. colonos de la ciudad de Cumas establecieron allí una colonia.
Parténope se levantó en la colina de Pizzofalcone, defendida en tres de sus lados por el mar y delimitada en el interior por un barranco estrecho y profundo que separaba el núcleo habitado de la necrópolis. La única vía de acceso la constituía el tramo en pendiente que desde el puerto llevaba a la colina.
Cuenta la leyenda mítica que la sirena Parténope, desesperada por no haber seducido a Odiseo, se tiró al fondo del mar. Su cuerpo, arrastrado por la corriente hasta las orillas del golfo de Nápoles, fue sepultado allí. En su recuerdo, la ciudad que se levantó en aquel punto se llamó Parténope. Estrabón, Plinio el Viejo y otros autores antiguos coinciden en situar aquí la historia de la sirena.
El gramático Filagirio, citado por el historiador Lutacio, cuenta que algunos colonos de Cumas abandonaron su ciudad para fundar Parténope, llamada así por la sirena allí enterrada. Esta ciudad se volvió tan rica y próspera que los habitantes de Cumas, temiendo que la suya se despoblaría entonces, destruyeron Parténope por envidia. Sin embargo, víctimas de una epidemia, la reconstruyeron por consejo de un oráculo. Y por esta razón le dieron el nombre de Neápolis (Ciudad nueva).

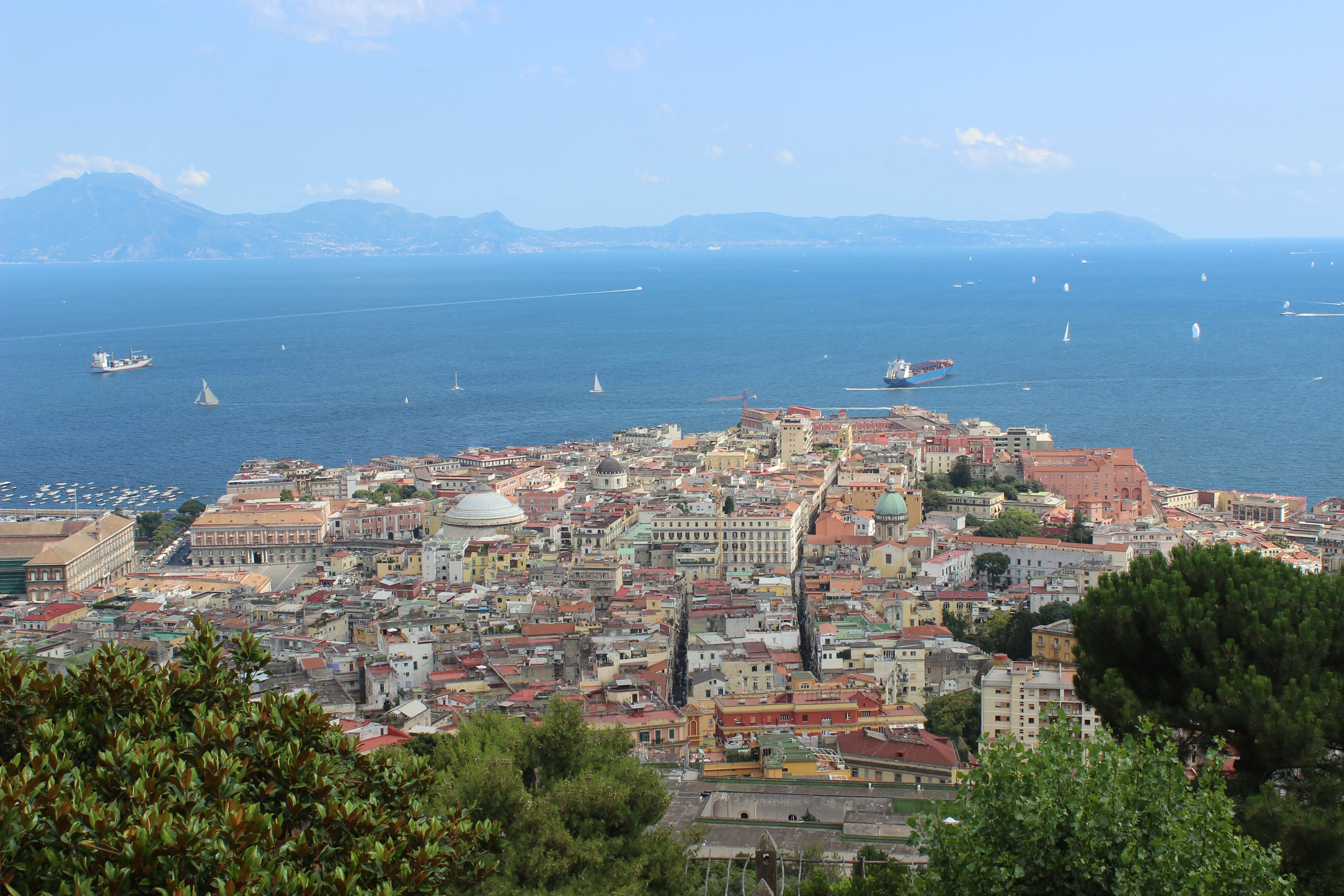
Pizzofalcone, la colina de Nápoles donde se levantó Parténope, vista desde la Cartuja de San Martino.

El caso es que a principios del siglo V a. C., al este de Parténope surgió Neápolis, que ocupó la parte más alta de la llanura que se extiende entre los anfiteatros volcánicos de los Campos Flégreos y el Vesubio, en un área donde, a diferencia del promontorio de Pizzofalcone, se daban las condiciones para el desarrollo de una verdadera ciudad. La tradición conserva, pues, el recuerdo de dos ciudades, cuya sucesión cronológica y diferenciación topográfica son confirmadas por el historiador Tito Livio, quien dice que Palépolis (Ciudad vieja) estaba situada cerca del lugar donde en su tiempo se levantaba Neápolis. A través del testimonio de este autor se deduce que ambas ciudades llegaron a coexistir durante un tiempo, al menos hasta que Palépolis se rindió ante el asedio de los romanos comandados por Quinto Publilio Filón en 326 a. C.
La ciudad, que desde el establecimiento de la colonia griega no ha experimentado ningún momento de abandono, documenta en su compleja estratificación todas las fases de su historia, desde su fundación hasta nuestros días.
Por desgracia no se sabe nada de las estructuras de Parténope, a excepción de un tramo de muro de bloques de piedra tallada en el área que ocupa la Piazza del Municipio, que M. Napoli interpreta como una parte de las obras portuarias que debían estar ya bastante desarrolladas en época arcaica. En cambio, se conocen los ajuares de las tumbas de inhumación descubiertas en la calle Nicotera durante diversos trabajos de construcción: los materiales cerámicos atestiguan la vida del asentamiento desde la primera mitad del siglo VII a. C. hasta finales del siglo VI a. C.